# Charles W. Gray
Pour les articles homonymes, voir Gray.
Charles W. Gray est un acteur américain né le 7 octobre 1949 à Los Angeles, Californie (États-Unis).

## Filmographie
- 1977 : The René Simard Show (série TV) : Booker T. La Fleur
- 1981 : Leo and Me (série TV) : Mailman
- 1984 : Police Academy : Weird waiter
- 1986 : Doing Life (TV) : Parole Board Member
- 1986 : Manhattan Connexion (Popeye Doyle) (TV) : Reporter
- 1987 : Hoover vs. the Kennedys: The Second Civil War (TV) : Ralph Abernathy
- 1988 : Police Academy (série TV) (voix)
- 1989 : Champagne Charlie (TV) : Moses
- 1990 : Stella : PTA Parent
- 1990 : Common Ground (en) (TV) : Police Sergeant
- 1993 : Gross Misconduct (TV) : Judge Neil
- 1996 : Mr. & Mrs. Loving (TV) : Papa Jeter
- 1997 : La Maison bleue (Ellen Foster) (TV) : Alvin
- 2002 : Sins of the Father (TV) : Willie the Vagrant
- 2002 : Due East (TV) : Dr Black
- 2003 : Deacons for Defense (en) (TV) : Henry Savoy
- 2003 : The Prince of Guilt? : Wino
- 2003 : Jasper, Texas (TV) : Black Citizen
- 2003 : La Couleur du mensonge (The Human Stain) : Minister
- 2014 : I Origins de Mike Cahill :